# Petio Semaia
Petio Semaia, né le 23 février 1979, est un footballeur international tuvalais qui évolue au poste de milieu de terrain.

## Biographie

### En club
Semaia joue depuis 2003 au Lakena United, club de football tuvaluan. Il a remporté le championnat des Tuvalu en 2004 et en 2006.

### Avec l'équipe nationale des Tuvalu
Il joue avec la sélection des Tuvalu pour la première fois lors des Jeux du Pacifique Sud de 2003 aux Fidji contre les Kiribati (victoire 3-2 des Tuvaluans). Il inscrit le but victorieux contre Kiribati à la quatre-vingt-unième minute. Il prend un carton jaune à la quatre-vingt-troisième minute. Il joue ensuite contre les Fidji, mais pas contre le Vanuatu, ni contre les îles Salomon. Les Tuvalu terminent quatrièmes du groupe A.
Lors des Jeux du Pacifique Sud de 2007 organisés aux Samoa, il est le capitaine de la sélection et joue quatre matchs. Son pays réussi à faire un match nul contre l'équipe de Tahiti (1-1). Il inscrit aucun but dans ce tournoi.